# Dolenje Poljane
Dolenje Poljane este o localitate din comuna Loška Dolina, Slovenia, cu o populație de 8 locuitori.